# Nelli Gorbatkova
Nelli Gorbatkova, född den 25 juni 1958, död 7 augusti, 1981, var en sovjetisk landhockeyspelare.
Hon tog OS-brons i damernas landhockeyturnering i samband med de olympiska landhockeytävlingarna 1980 i Moskva.